# Petia Pendareva
Petia Pendareva (Kazanlak, Bulgaria, 20 de enero de 1971 – 7 de enero de 2025) fue una atleta búlgara especializada en la prueba de 4 x 100 m, en la que consiguió ser medallista de bronce europea en 1994. El emblema deportivo de Kazanlak falleció tras una larga enfermedad, por lo que en los últimos meses se retiró de los entrenamientos y confió su trabajo en el Club SKA Pendareva a su alumna y entrenadora Gabriela Teneva.

## Carrera deportiva
En el Campeonato Europeo de Atletismo de 1994 ganó la medalla de bronce en los relevos 4 x 100 metros, con un tiempo de 43.00 segundos, llegando a meta tras Alemania y Rusia.

## Muerte
El 7 de enero de 2025, 13 días antes de su cumpleaños 54, Pendareva falleció y fue sepultada en su nativa Kazanlak. No se conoce la causa de su muerte.[cita requerida]